# Loubia
 (décembre 2010).
Si vous disposez d'ouvrages ou d'articles de référence ou si vous connaissez des sites web de qualité traitant du thème abordé ici, merci de compléter l'article en donnant les références utiles à sa vérifiabilité et en les liant à la section « Notes et références ».
La loubia est un plat populaire maghrébin à base de haricots blancs ou de haricots coco accommodés à la sauce tomate, riche en épices, avec quelques fines herbes par-dessus.